# Perizia cinematica complessa
Una perizia cinematica complessa è una perizia di ricostruzione degli incidenti stradali e delle loro cause. Viene fatta attraverso calcoli con all'ausilio della cinematica, quel ramo della fisica che si occupa di descrivere il moto dei corpi.
Essa non quantifica il danno, ma le risultanze consentono di definire la colpa o il dolo e le relative responsabilità giuridiche di una o delle parti, nelle ipotesi di causa civile o causa penale, oppure anche in sede stragiudiziale.